# Ясин, Евгений Григорьевич
Евге́ний Григо́рьевич Я́син (7 мая 1934, Одесса, Украинская ССР, СССР — 25 сентября 2023, Москва) — советский и российский экономист, государственный и общественный деятель. Доктор экономических наук (1976), профессор (1979).
Министр экономики Российской Федерации (1994—1997). Научный руководитель (1998—2021), затем почётный научный руководитель Национального исследовательского университета «Высшая школа экономики». Президент фонда «Либеральная миссия» с 2000 по 2019 год. Член общественного совета Российского еврейского конгресса. Член Совета при Президенте Российской Федерации по развитию гражданского общества и правам человека (2018—2023).

## Биография
Родился 7 мая 1934 года в Одессе в еврейской семье. В начале Великой Отечественной войны был эвакуирован в Акмолинск (Казахская ССР) с родителями — инженером-экономистом Григорием Львовичем Ясиным (1900—1978) и Евгенией Давидовной Ясиной (1902—1971). После возвращения в Одессу мать работала заместителем начальника городской пассажирской станции, а отец — начальником отдела труда и зарплаты Одесско-Кишинёвской железной дороги.
В 1957 году окончил Одесский гидротехнический институт, а в 1963 году — экономический факультет Московского государственного университета им. М. В. Ломоносова.
Трудовую деятельность начал в 1957 году мастером на мостопоезде, в 1958—1960 годах инженер Проектного института № 3 Госстроя УССР. С 1964 по 1973 год работал в НИИ ЦСУ заведующим отделом, затем заведующим лабораторией.
В 1968 году защитил кандидатскую диссертацию «Методологические вопросы изучения и совершенствования системы экономической информации в промышленности», получив тем самым учёную степень кандидата экономических наук. С 1973 по 1989 год работал заведующим лабораторией Центрального экономико-математического института Академии наук СССР. 
С 1976 года являлся доктором экономических наук (диссертация «Методологические проблемы исследования системы экономической информации»), с 1979 года — профессором. В 1970—1980 годах преподавал на экономическом факультете МГУ.
В 1989 году стал заведующим отделом Государственной комиссии по экономической реформе при Совете Министров СССР. В 1991 году перешёл в Научно-промышленный союз СССР — ныне Российский союз промышленников и предпринимателей (работодателей) — генеральным директором Дирекции по экономической политике. В ноябре 1991 года создал Экспертный институт РСПП.
С января 1992 года совмещал работу директора Экспертного института РСПП с обязанностями полномочного представителя Правительства РСФСР в Верховном Совете РСФСР. В 1992 году — член Совета по предпринимательству при Президенте РФ.

В 1993 году был назначен руководителем рабочей группы при Председателе Правительства РФ, принимал активное участие в разработке экономических программ. В апреле 1994 года возглавил Аналитический центр при Президенте РФ. 

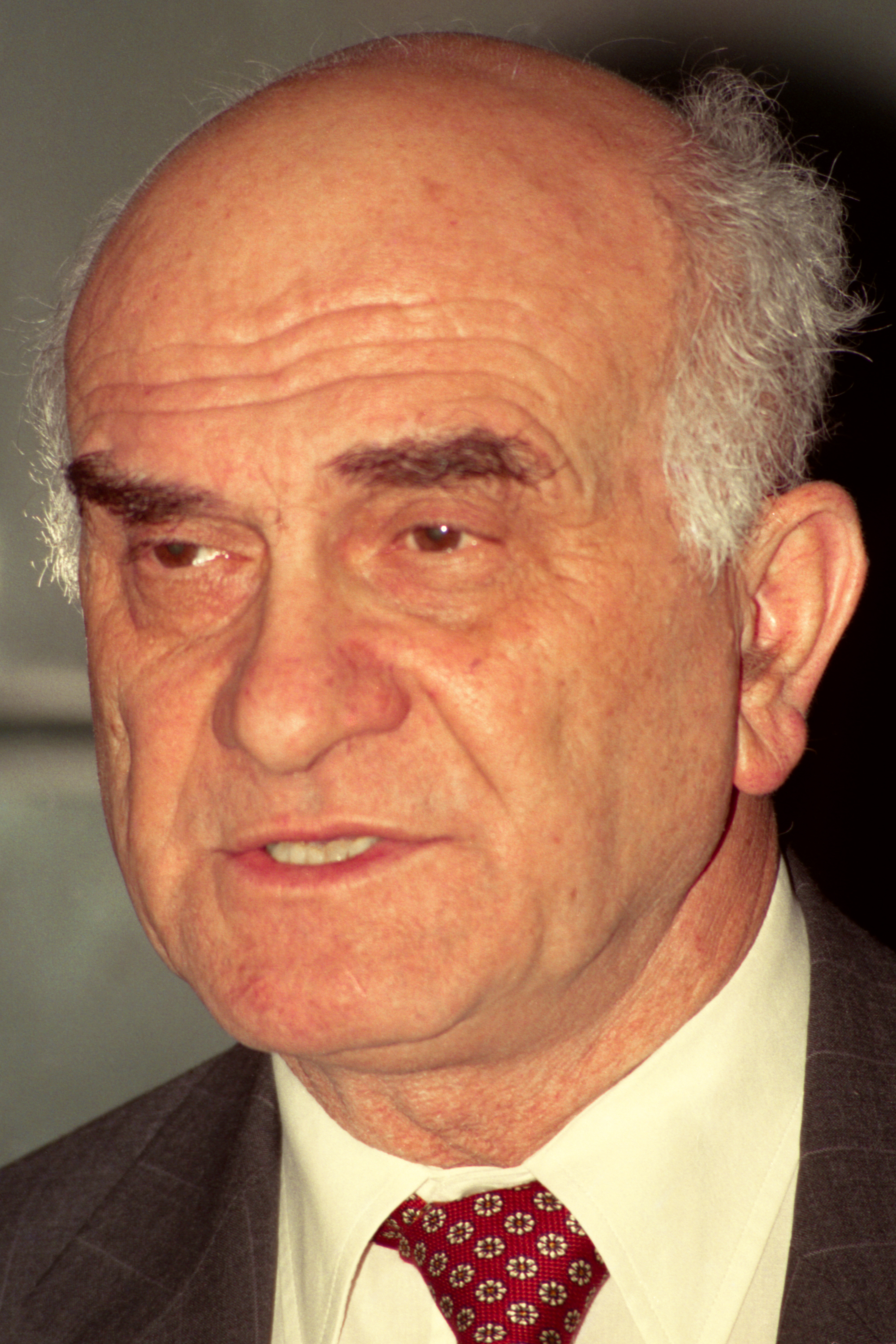
Евгений Ясин в 1996 году

В ноябре 1994 года был назначен Министром экономики РФ. В апреле 1997 года назначен министром без портфеля по экономическим вопросам, внутренним и внешним инвестициям в правительстве РФ. С октября 1998 по июль 2021 года — научный руководитель Национального исследовательского университета «Высшая школа экономики», директор Экспертного института.
С февраля 2000 по октябрь 2019 года возглавлял фонд «Либеральная миссия».
До сентября 2007 года являлся членом Федерального политического совета «Союза Правых Сил», однако после указа (№ 1310 от 28.09.2007) Президента РФ В. В. Путина об утверждении на посту члена Общественной палаты Российской Федерации приостановил членство в партии. До 2012 года являлся членом совета директоров радиостанции «Эхо Москвы» в качестве независимого директора. Журналисты радиостанции выразили сожаление, что Ясин не предложен контролирующим акционером, компанией «Газпром-медиа», в новый состав совета директоров, и ожидали, что он войдёт в наблюдательный совет и продолжит работу по развитию радиостанции.[уточнить]
На выборах 2018 года был зарегистрирован доверенным лицом кандидата Ксении Собчак. С 2018 года и до самой смерти — член Совета при Президенте Российской Федерации по развитию гражданского общества и правам человека.
В конце августа 2023 года Ясина госпитализировали с отёком мозга и проблемами с сердцем.
Скончался 25 сентября 2023 года в Москве на 90-м году жизни. Прощание с политиком прошло 28 сентября в здании Национального исследовательского университета «Высшая школа экономики» на Покровском бульваре. Похоронен в Москве на Троекуровском кладбище, участок 8а.

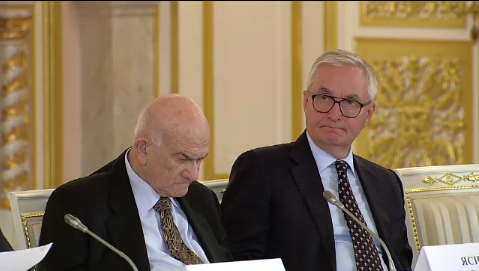
И. Ю. Юргенс и Е. Г. Ясин на заседании Совета при Президенте Российской Федерации по развитию гражданского общества и правам человека (11 декабря 2018 года)

## Взгляды
По политическим убеждениям — сторонник либеральной демократии, по религиозным убеждениям — атеист.
В 2009 году заявил, что к мировому экономическому кризису (2008) привела «безответственная финансовая политика США».
В 2011 году назвал деятельность Алексея Навального «исключительно важной для становления российского гражданского общества».

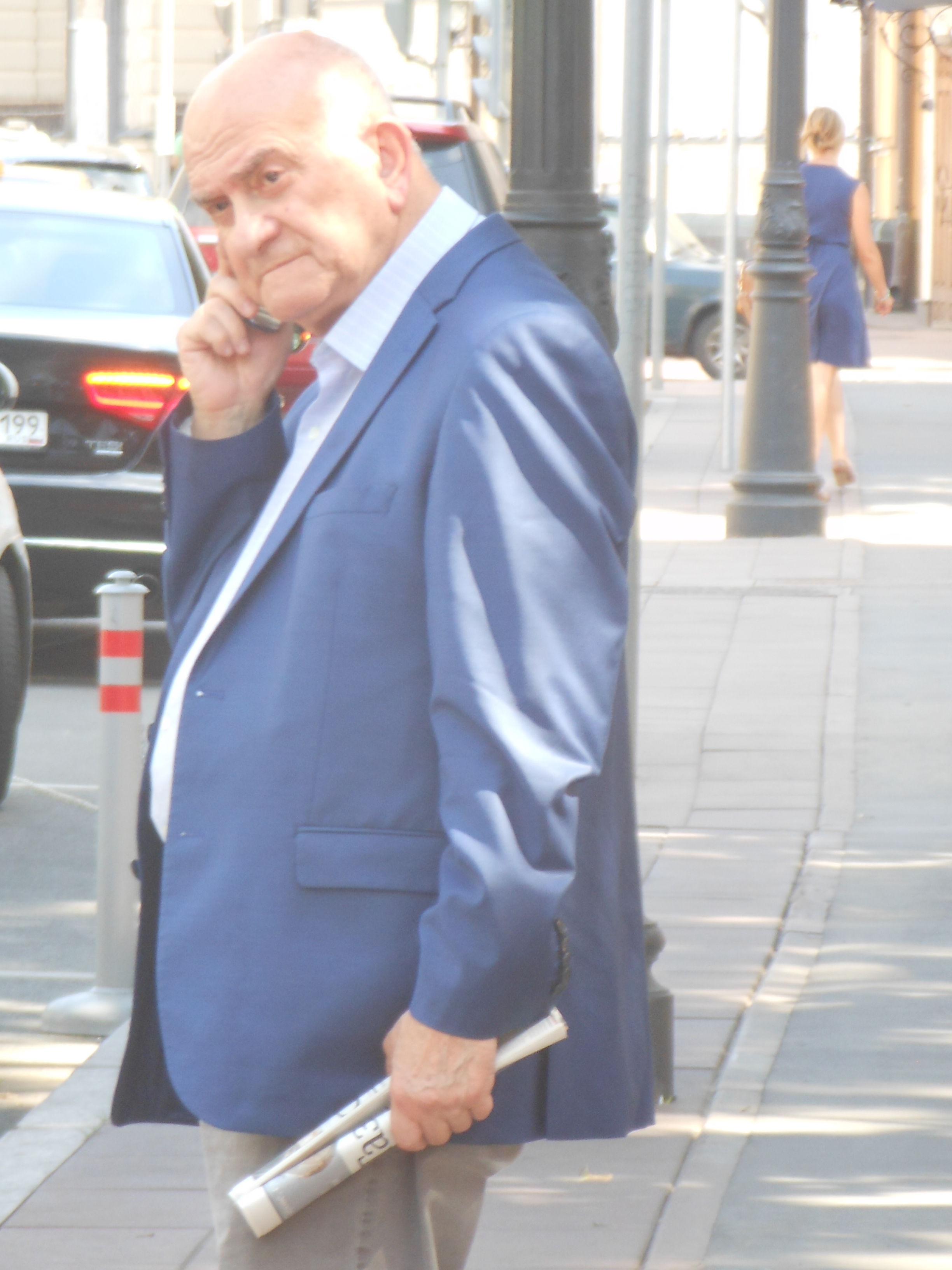
Профессор Ясин между лекциями. Москва, 2016 год

## Критика
Во время интервью радиостанции «Эхо Москвы» 23 апреля 2012 года Евгений Ясин высказал мнение, что война в Грузии произошла «из-за какой-то ерунды». Высказывание Ясина подвергли критике некоторые российские политики: так, первый заместитель председателя комитета Госдумы РФ по обороне Сергей Жигарев назвал слова Ясина «глупостью», а главный редактор журнала «Национальная оборона» член Общественного совета при Министерстве обороны РФ полковник запаса Игорь Коротченко заявил, что «со стороны России эта война была справедливой, законной».

## Семья
Жена — Лидия Алексеевна Ясина (урождённая Федулова, 1939—2012).
Дочь, Ирина Ясина (род. 1964) — экономист, публицист, правозащитник. Внучка — Варвара (род. 1989).

## Награды

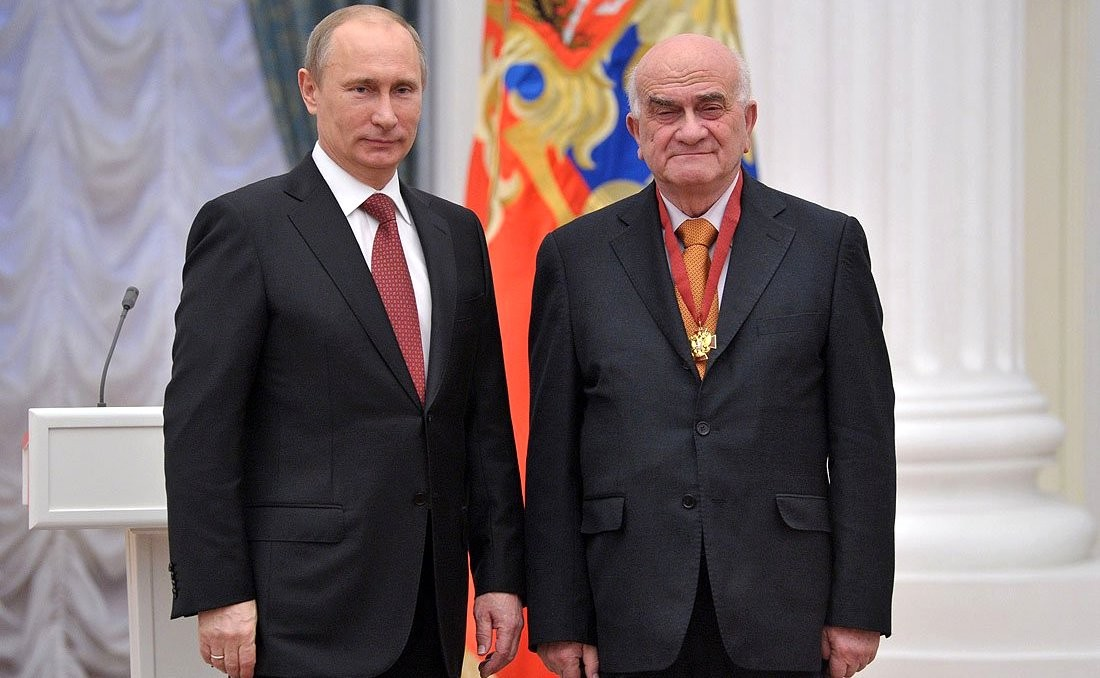
Церемония награждения орденом «За заслуги перед Отечеством» III степени,
26 декабря 2012 года

- Орден «За заслуги перед Отечеством» III степени (ноябрь 2012)[29]
- Орден «За заслуги перед Отечеством» IV степени (октябрь 2002)[30]
- Орден Почёта (ноябрь 2009)[31]
- Медаль Столыпина П.А. I степени (апрель 2017)
- Медаль Столыпина П.А. II степени (апрель 2012)
- Благодарность Правительства Российской Федерации (май 2004)
- Почётная грамота Правительства Российской Федерации (февраль 2002)
- Нагрудный знак «За вклад в развитие государственной статистики» (сентябрь 2017)
- Лауреат Всероссийской премии финансистов «Репутация» 2015 года в номинации «Учёный года»[32].
- Премия им. Е. Т. Гайдара в номинации «За выдающийся вклад в области экономики» (ноябрь 2011)
- Специальный приз Публицистической премии «ПолитПросвет» фонда «Либеральная миссия» (декабрь 2011)[33]

### Монографии
- Теория информации и экономические исследования. — М.: Статистика, 1970.
- Экономическая информация. — М.: Статистика, 1974.
- Хозяйственные системы и радикальная реформа. — М.: Экономика, 1989.
- Нерыночный сектор. Структурные реформы и экономический рост. — М.: Фонд «Либеральная миссия», 2003.
- Новая эпоха — старые тревоги: Политическая экономика. — М.: Новое издательство, 2004. — 320 с. — ISBN 5-98379-015-3.
- Новая эпоха — старые тревоги: Экономическая политика. — М.: Новое издательство, 2004. — 456 с. — ISBN 5-98379-016-1.
- Приживётся ли демократия в России. — М.: Новое издательство, 2005. — 384 с. — ISBN 5-98379-039-0; 2006. — 384 с. — ISBN 5-98379-056-0 (pdf).
  - 2-е изд., расш., доп. — М.: Либеральная миссия, Новое литературное обозрение, 2012. — 864 с. — 2000 экз. — ISBN 5-86793-937-3
- Политическая экономия и реформы ЖКХ. — М.: Фонд «Либеральная миссия», 2006.
- Модернизация России. Доклады для 10 конференций. В 2 кн. — М.: Издат. дом ГУ ВШЭ, 2009. — 468 с. — ISBN 978-5-7598-0674-5, ISBN 978-5-7598-0672-1.
- Сценарии развития России на долгосрочную перспективу. М., 2011.
- Экономика России накануне подъёма. — М.: Издат. дом ГУ ВШЭ, 2012. — 336 с. — ISBN 978-5-87591-150-7

### Учебные пособия
- Российская экономика. Истоки и панорама рыночных реформ: Курс лекций. — М.: ГУ-ВШЭ, 2002. — 437 с. — ISBN 5-7598-0113-9.